# Jerry Garcia Band
Jerry Garcia Band byla kalifornská rocková skupina, založená Jerry Garciou ze skupiny Grateful Dead. Skupina vznikla v roce 1975 po rozpadu Legion of Mary a zanikla po Garciově smrti v roce 1995. Mezi další členy Grateful Dead, kteří v této skupiny hráli patří Keith Godchaux, Donna Jean Godchaux a Bill Kreutzmann.

## Diskografie
- Cats Under the Stars (1978)
- Jerry Garcia Band (1991)
- How Sweet It Is (1997)
- Don't Let Go (2001)
- Shining Star (2001)
- After Midnight: Kean College, 2/28/80 (2004)
- Let It Rock: The Jerry Garcia Collection, Vol. 2 (2009)